# Municipio de Proctor
El municipio de Proctor (en inglés: Proctor Township) es un municipio ubicado en el condado de Crittenden en el estado estadounidense de Arkansas. En el año 2010 tenía una población de 942 habitantes y una densidad poblacional de 10,42 personas por km².

## Geografía
El municipio de Proctor se encuentra ubicado en las coordenadas 35°5′9″N 90°14′10″O / 35.08583, -90.23611. Según la Oficina del Censo de los Estados Unidos, el municipio tiene una superficie total de 90.43 km², de la cual 85,38 km² corresponden a tierra firme y (5,59 %) 5,05 km² es agua.

## Demografía
Según el censo de 2010, había 942 personas residiendo en el municipio de Proctor. La densidad de población era de 10,42 hab./km². De los 942 habitantes, el municipio de Proctor estaba compuesto por el 59,34 % blancos, el 38,64 % eran afroamericanos, el 0,11 % eran asiáticos, el 1,06 % eran de otras razas y el 0,85 % eran de una mezcla de razas. Del total de la población el 4,25 % eran hispanos o latinos de cualquier raza.